# Linatella
Linatella is een geslacht van weekdieren uit de klasse van de Gastropoda (slakken).

## Soorten
- Linatella caudata (Gmelin, 1791)

### Synoniemen
- Linatella (Gelagna) Schaufuss, 1869 => Gelagna Schaufuss, 1869
  - Linatella (Gelagna) pallida Parth, 1996 => Gelagna pallida (Parth, 1996)
- Linatella cingulatum (Gmelin, 1791) => Linatella caudata (Gmelin, 1791)
- Linatella clandestina (Lamarck, 1816) => Gelagna succincta (Linnaeus, 1771)
- Linatella neptunia Garrard, 1963 => Linatella caudata (Gmelin, 1791)
- Linatella succincta (Linnaeus, 1771) => Gelagna succincta (Linnaeus, 1771)